# 1681 en santé et médecine
| Années de la santé et de la médecine : 1678 - 1679 - 1680 - 1681 - 1682 - 1683 - 1684    |
| Décennies de la santé et de la médecine : 1650 - 1660 - 1670 - 1680 - 1690 - 1700 - 1710 |

Cet article présente les faits marquants de l'année 1681 en santé et médecine.

## Événement
- L'aumônerie séculière Saint-Jacques, vouée depuis 1204 à l'accueil « des pèlerins, des pauvres et des malades », est rattachée à l'hôpital de Niort, dans le Poitou[1].

## Naissances
- 12 avril : Samson Morpurgo (mort en 1740), médecin, rabbin et liturgiste italien[2].
- 6 juin : Giovanni Domenico Santorini (mort en 1737), anatomiste italien, ayant laissé son nom à plusieurs structures anatomiques[3].
- 12 décembre : Jean-Baptiste Bianchi (mort en 1761), anatomiste italien[4].

Vers 1681
- Claudius Amyand (mort en 1740), chirurgien d'origine française, naturalisé anglais, auteur, en 1735, de la première appendicectomie réussie[5],[6].